# Nina Nastasia
Nina Nastasia est une auteure-compositrice-interprète née à Hollywood et actuellement basée à New York. Elle joue une musique intimiste et « spectrale ». Elle commença à chanter dès 1993 mais son premier album Dogs ne fut publié qu'en 2000 sur Socialist Records, un petit label indépendant, puis réédité en 2004 par Touch and Go Records. Elle est très appréciée  du célèbre producteur Steve Albini, qui a produit tous ses albums à ce jour.

## Discographie

### Albums
- 2000 Dogs (Socialist)
- 2002 The Blackened Air (Touch and Go)
- 2003 Run to Ruin (Touch and Go)
- 2006 On Leaving (Fat Cat)
- 2007 You Follow Me (Fat Cat) - collaboration avec Jim White de Dirty Three
- 2010 Outlaster (FatCat)

### Singles
- 2008 What She Doesn't Know (Fat Cat)